# Ездецкое
Ездецкое (укр. Їздецьке) — село,
Вольненский сельский совет,
Великописаревский район,
Сумская область,
Украина.
Код КОАТУУ — 5921280503. Население по переписи 2001 года составляло 286 человек.

## Географическое положение
Село Ездецкое находится на левом берегу реки Ворсклица,
выше по течению на расстоянии в 1,5 км расположено село Поповка,
ниже по течению на расстоянии в 0,5 км расположено село Широкий Берег.
Река в этом месте извилистая, образует лиманы, старицы и заболоченные озёра.
Рядом проходит автомобильная дорога Т-1901.

## Экономика
- Свинотоварная ферма.